# Kitty Pryde
Kitty Pryde, được biết đến nhiều hơn với mật danh Shadowcat, là một người đột biến có khả năng xuyên thấu qua các vật chất rắn. Kitty là một trong những thành viên quan trọng của đội siêu anh hùng X-men và là một trong những người sáng lập nên đội siêu anh hùng Anh Quốc Excalibur. 
Kitty dường như sinh ra để là X-men. Gia nhập X-men từ rất sớm, là một trong số ít các X-men có trình độ đại học. Kitty là chuyên gia trong lãnh vực tin học, từng học múa, đồng thời thông thạo nhiều thế võ tay không lẫn kiếm.

## Thông tin cá nhân
Tên thật: Katherine 'Kitty ' Ann Pryde
Tên khác: Ariel, Sprite
Nơi sinh: Deerfield,Illinois
Người thân: Carmen-cha, Theresa-mẹ, Samuel Prydeman-ông, Chava Rosanoff-bà dì.
Các nhóm từng tham gia: X-men, Excalibur, S.H.I.E.L.D
Chiều cao: 1 m 65
Cân nặng: 50 kg
Tóc: nâu
Mắt: nâu đỏ
Năng lực: xuyên thấu

## Tiểu sử

### Một X-men bẩm sinh
Năm 13 tuổi, sự đột biến bắt đầu bộc lộ ở Kitty khiến cô thường xuyên bị đau đầu. Cùng một lúc, cô nhận được lời mời gia nhập từ hai nhóm là X-men của giáo sư X và Hellfire Club của White Queen-Emma Frost. Sau đó, trong khi quan sát White Queen, cô thấy ở Emma có điều gì đó xấu xa nên đã nhận lời của giáo sư X. Trong khi đang vừa đi vừa nói chuyện với Storm,Wolverine và Colossus, cả nhóm bị tấn công bởi bọn lính đánh thuê của Emma. Dù đánh thắng được chúng nhưng cuối cùng họ bị Emma đánh bại. Kitty may mắn trốn thoát và hợp tác với Cyclops, Jean Grey, Nightcrawler và Dazzler giải thoát thành công mọi người. Một rắc rối xảy ra là trong khi Kitty mất tích, vụ đánh nhau lộn xộn và việc cô vắng mặt làm bố mẹ cô lo lắng và họ không muốn Kitty theo giáo sư X. Jean phải dùng năng lực xóa phần ký ức về những chuyện vừa rồi. Cuối cùng, Kitty trở thành thành viên nhỏ tuổi nhất của X-men thời điểm đó.
Trong suốt thời niên thiếu, Kitty kết bạn với mọi người ở trường. Cô cảm mến Colossus và kết bạn với em gái anh ta là Illyana Rasputin- tức Magik sau này. Các bạn thân đặc biệt của cô còn có Nightcrawler và nhất là Lockheed- một sinh vật vũ trụ giống rồng rất thông minh. Cả hai hình thành một tình bạn rất trung thành và có thể thấu hiểu tình cảm của nhau. Wolverine trở thành người thầy dạy kĩ năng cận chiến cho cô bất chấp tính cộc cằn của anh ta.

### Một X-men trưởng thành
Kitty suýt bị đưa qua đội New Mutants nhưng cuối cùng cô cũng thuyết phục được giáo sư X giữ cô lại đội X-men nhờ quá trình rèn luyện và trí thông minh vượt bậc của cô. Thời gian này, cô cũng phát triển tình cảm với Colossus. Nhưng anh ta sau đó lại yêu Zsaji, một người ngoài hành tinh đã cứu anh ta trong khi chiến đấu ở hành tinh Beyonder. Sau cái chết của cô ta, Colossus quay về thú nhận với Kitty. Cô cảm thấy bị tổn thương và họ chia tay.
Trong một chuyến phiêu lưu ở Nhật, cô bị gã ninja Ogun ám thị. May nhờ Wolverine, cô cũng đã chống lại được ảo ảnh của hắn. Từ đó cô đổi tên thành Shadowcat.
Trong sự kiện cuộc tàn sát dị nhân, cô bị thương bởi Harpoon. Kết quả là cô vĩnh viễn trở thành vô vật chất (tức là không thể cằm nắm vật gì và không ai có thể chạm vào cô). Sau đó cô được đến đảo Muir cho Moira Mc Target nhưng bà ta cũng chỉ có thể làm cho tình hình không tệ hơn chứ không thể chữa cho cô vì không thể chạm vào cô được. Các X-men nhờ đến Mr Fantastic nhưng ông ta cũng không thể giúp gì. Cuối cùng, họ tìm đến Dr Doom, kẻ thù của Fantastic Four. Điều này gây nên cuộc chiến giữa X-men và Fantastic Four. Cuối cùng, mọi chuyện được giải quyết với sự xuất hiện của Franklin Richards.
Các X-men sau đó lao vào cuộc chiến với Adversary, trận chiến được truyền hình trực tiếp trên toàn thế giới. Việc tiêu diệt con quỷ đòi hỏi sự hi sinh của 7 linh hồn. Các X-men quyết định hi sinh nhưng phần lớn sau đó đều hồi sinh nhờ nữ thần Roma. Dù vậy, họ sống bí mật để dễ dàng chống lại các kẻ thù của mình. Như những người khác, Kitty nghĩ rằng các X-men đã chết nên cùng Nightcrawler, Rachel Grey,Captain Britain và Meggan lập đội Excalibur. Trong thời gian này, cô có nảy sinh tình cảm với điệp viên Peter Wisdom của Black Air.

### Trở lại
Sau khi Excalibur giải tán, cô lại tái gia nhập X-men và nối lại tình cảm với Colossus. Sau khi Colossus hi sinh để hóa giải Legacy Virus, Kitty chán nản rời bỏ X-men và cuộc sống bình thường, theo học đại học Chicago. Cha cô bị giết khi bọn Sentinel của Cassandra Nova hủy diệt Genosha. Sau đó, nghe theo lời khuyên nhủ của Cyclops và Emma, cô quay lại X-men và nhanh chóng bày tỏ sự thù địch với Emma, người lúc này đã là đồng lãnh đạo học viện Xavier và là người tình của Cyclops. Ngay nhiệm vụ đầu tiên, cô phát hiện Colossus còn sống và tất nhiên họ lại nối lại tình cảm xưa.
Một nhóm nhà ngoại cảm của Hellfire Club đột nhập tấn công học viện. Perfection đã dùng năng lực làm Kitty tin rằng mình có một đứa con với Colossus. Vì lo sợ sức mạnh quá khủng khiếp của nó mà các X-men đã bắt nó đi. Ý nghĩ đó làm cô suy sụp và cô được đưa đến chỗ người chủ mới của Hellfire Club - Cassandra Nova. Mục đích của bà ta là chuyển linh hồn bà ta sang cơ thể Kitty. Lúc này Cyclops phát hiện ra các thành viên Hellfire Club mới như Nova, Perfection... thực ra đều là những ảo giác do Casandra Nova tạo ra nhằm đánh lừa Emma Frost. Cyclops giết hết những ảo giác đó, Emma xin Kitty hãy giết cô ta nhưng Kitty không làm theo. Casandra liền chuyển linh hồn của bà ta vào Hisako Ichiki - 1 X-men trẻ mới gia nhập và trốn thoát đến Breakworld. Các X-men hợp tác với S.W.O.R.D đến Breakworld và giao chiến với Nova ở đây.
- Kết quả trận chiến ở Breakworld vẫn chưa được tiết lộ. Trong sự kiện kế tiếp "Messiah Complex", Kitty đã không xuất hiện. Gần đây, Colossus từng tâm sự việc trở thành X-men đã cướp hết những người thân của anh ta: cha mẹ, anh em, Katia. Chính tác giả cũng từng nói 1 X-men sẽ ngã xuống ở Breakworld. Dường như Kitty chính là X-men đó.

## Các bản thể khác

### Age of Apocalypse
Kitty lớn lên trong một xã hội tàn nhẫn. Hình ảnh của cô lúc này là tóc ngắn, áo nịt và hút thuốc liên tục. Cha mẹ đã chết trong kế hoạch Chicago Culls và cô bị ép vào đạo quân mới của Apocalypse. May mắn được Colossus cứu ra và được Magneto đặt cô vào lớp học của Wolverine để thành một chiến binh. Sau này, cô cùng người chồng là Colossus trở thành giáo viên của Generation Next. Cuối cùng, cô bị Colossus vô ý giết chết khi anh ta bị ám ảnh phải bảo vệ cô em gái Illyana.

### Days of Future Past
Trong chiều thời gian này, Shadowcat được biết với cái tên Kate Pryde. Kate lên kế hoạch quay trở lại quá khứ để ngăn chặn sự tàn sát các dị nhân trong chiều thời gian cũ. Mặc dù cô ấy thành công trong việc ngăn chặn Mystique ám sát thượng nghị sĩ Robert Kelly, nhưng cố ấy cũng chỉ làm cho thời điểm quá khứ này sẽ không giống chiều thời gian của cô chứ không làm thay đổi tình hình ở chiều thời gian của chính mình.
Quay lại thời đại của mình, Kate giúp Rachel Grey đi vào chiều thời gian mà cô ấy vừa trở về. Bị truy đuổi bởi bọn Sentinel, Kate đột ngột hòa vào quãng thời gian mà Rachel đang ở. Tinh thần của cô bị đưa vào một cơ thể hình cầu kim loại nhỏ tên là Widget. Sau vài chuyến phiêu lưu ở chiều thời gian này, Widget lấy lại ký ức và quay lại chiều thời gian của mình. Cô ấy tái lập trình bọn Sentinel để chúng trở thành người bảo vệ cuộc sống và chấm dứt sự bạo ngược.

### Ultimate Marvel
Năm 14 tuổi, mẹ Kitty lo lắng cho sự đột biến của cô nên đã nhờ tới sự giúp của giáo sư X. Cô trở thành học viên của ông với lời cam kết sẽ không tham gia bất cứ điệp vụ gì của X- men và các buổi tập luyện trong Danger Room.
Thời gian đầu, cô hẹn hò với Iceman nhưng sau đó lại hẹn hò với Spider-Man trong lúc anh ta chia tay bạn gái Mary Jane. Họ đã chiến đấu bên nhau. Một chương trình truyền hình tiết lộ chuyện hẹn hò giữa Shadowcat và Spider-man, điều này cũng gây khó khăn trong việc hẹn hò của họ. Cuối cùng, họ chia tay.

## Kitty Pride thực sự
Tên thật của Shadowcat là Kitty Pryde vốn là của một người có thật ngoài đời. Thời còn đi học, John Byrne - họa sĩ của X-men có một cô bạn tên Kitty Pryde. Có lần ông hỏi cô nếu sau này ông lấy tên cô đặt cho một nhân vật truyện tranh của mình cô có đồng ý không. Kitty đồng ý và thế là sau này tên cô trở nên nổi tiếng đến nỗi một số fan đã dến tận nhà cô để xem Kitty ngoài đời dù tác giả đã nói tính cách của Kitty được ông xây dựng từ một người khác.

## Các bản thể màn ảnh

### X-men Evolution
Kitty Pride trong X-men Evolution hầu như được xây dựng từ hình mẫu đã có sẵn trong truyện tranh. Kitty bộc lộ một tình bạn thân thiết với Nightcrawler. Nhưng cô lại nảy sinh tình cảm với một thành viên của Brotherhood of Evil mutants là Avalanche.

### X-men movie trilogy
- Trong "X-men", Kitty là một trong số các học viên ngồi trong phòng giáo sư X khi Wolverine tiến vào lớp học. Kitty là cô gái đã chạy xuyên qua cánh cửa, làm Wolverine kinh ngạc.
- Trong "United X-men", khi đội quân của William Stryker tấn công học viện, Kitty là cô bé đã tẩu thoát bằng cách chạy xuyên qua các bức tường, nền nhà, và cả bọn lính.
- Trong "X-men: The Last Stand", Kitty Pride lần đầu nắm một vai trò quan trọng trong trận chiến. Cô tham gia trận chiến cuối và cứu Leech. Bộ phim cũng đề cập mối quan hệ tay ba giữa cô, Iceman và Rogue.